# Code Lyoko: El regreso del Fénix
Code Lyoko: El regreso del Fénix es el tercer libro de la saga Code Lyoko, escrito por Jeremy Belpois. Su lengua original es en italiano. Salió el 21 de septiembre del 2010 en España.

## Historia
Tras la conquista de XANA (Odd), Ulrich y Yumi empiezan a notar algo raro en él, pero no sospechan nada. Grigory Nictapoulus encuentra el superordenador al descubrir que Jeremy había llevado a Eva-XANA a la fábrica. Hannibal Mago, el cual se encontraba en el desierto llevando a cabo carreras de caballos, recibe la noticia de que Grigory ha encontrado el superordenador y va a Francia. El grupo terrorista Green Phoenix se apodera de la fábrica. Aelita, junto a los padres de Yumi, Odd, Jeremy y Ulrich (de estos dos últimos sólo el padre) deciden aventurarse a entrar en el Mirror y ver el diario de Franz Hopper. Walter Stern, el padre de Ulrich, recuerda su traición a Hopper y siendo de los hombres de negro, corta la corriente de la Ermita dejando la columna-escáner fundida, atrapando a Odd-XANA y a Yumi dentro del Mirror. Eva-XANA y Ulrich van a la Primera Ciudad para descubrir algo más sobre el arma, pero quedan atrapados por el secuestro de Jeremy por parte del Green Phoenix. Es enviado a Lyoko, ya que si un adulto se virtualiza más de un minuto en el mundo virtual se queda paralizado, conmocionado y en coma para siempre ya que adquieren una apariencia horrorosa debido a sus fallos en sus vidas. El Green Phoneix obliga a Jeremy a abrir el puente que une a la Primera Ciudad con Lyoko y así activa el arma oculta de la Ciudad: el castillo oscuro. Por otra parte, XANA, que ya sale de los dos cuerpos, descubre que no puede tener su poder al 100% porque descubre que quiere ser humano. Pide ayuda a Aelita para serlo pero, al rechazarlo, se une al Green Phoenix.
Esta historia ocurre en una línea temporal paralela, donde la vuelta al pasado no existe.

## Personajes nuevos
- Memory: Secretaria de Hannibal Mago, 50 y tantos años, pelirroja. Jeremy descubre que en realidad es Anthea, la madre de Aelita, a la cual borran la memoria y transforman en Memory.
- Mayor Steinback: Es la profesora Hertz, esta es su verdadera identidad, la cual, ocultó para asegurar su vida y la de Waldo.